# Janowo (Bydgoszcz)

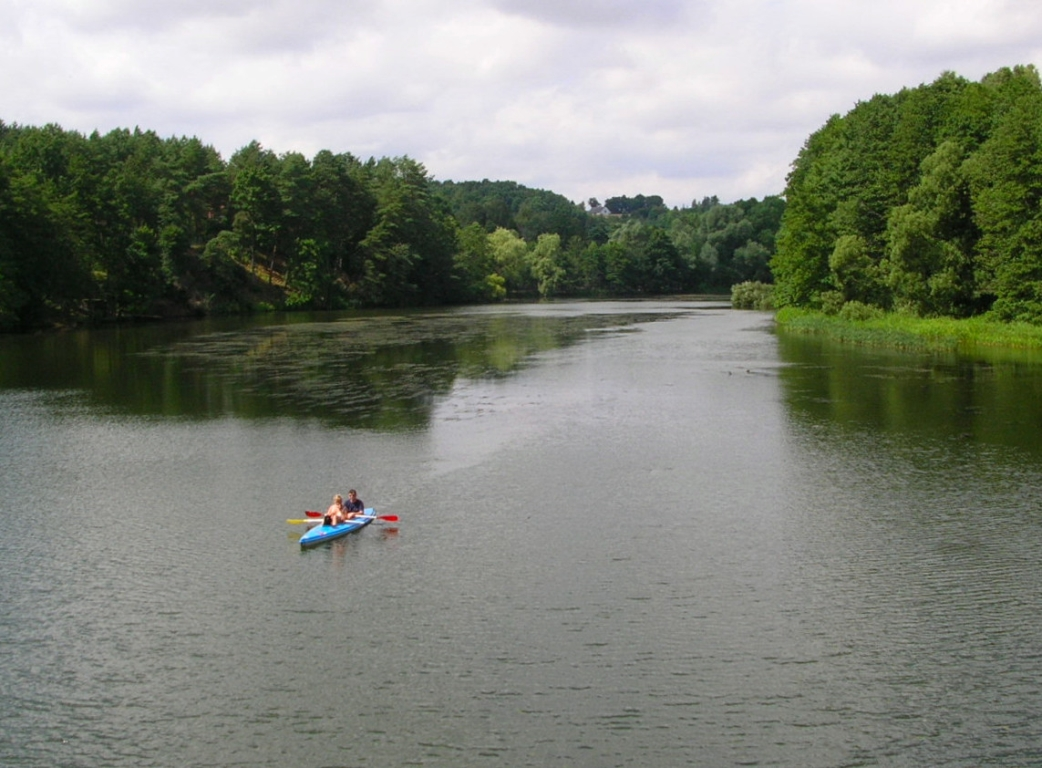
Brda w Janowie

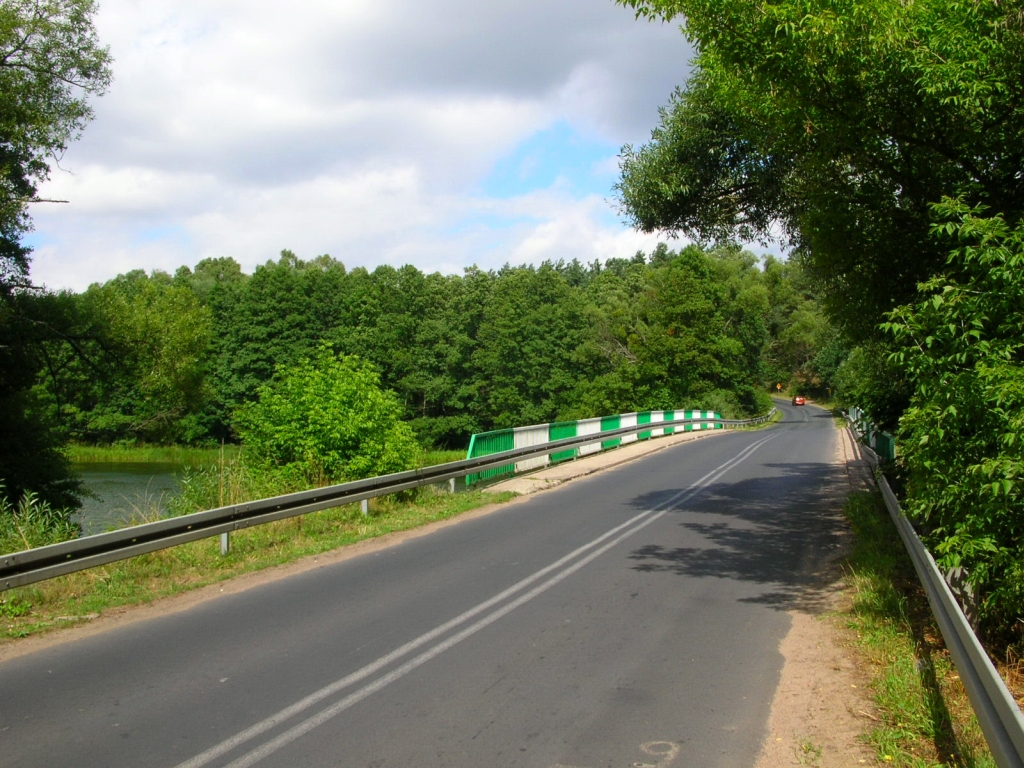
Most nad Brdą w ciągu drogi do Bożenkowa

Janowo – osiedle położone na północno-zachodnich obrzeżach Bydgoszczy. Znajduje się tu m.in. kompleks zabudowy letniskowej oraz camping wraz ze stanicą wodną PTTK, a także most na drodze do Bożenkowa i Samociążka z 1987 r.

## Położenie

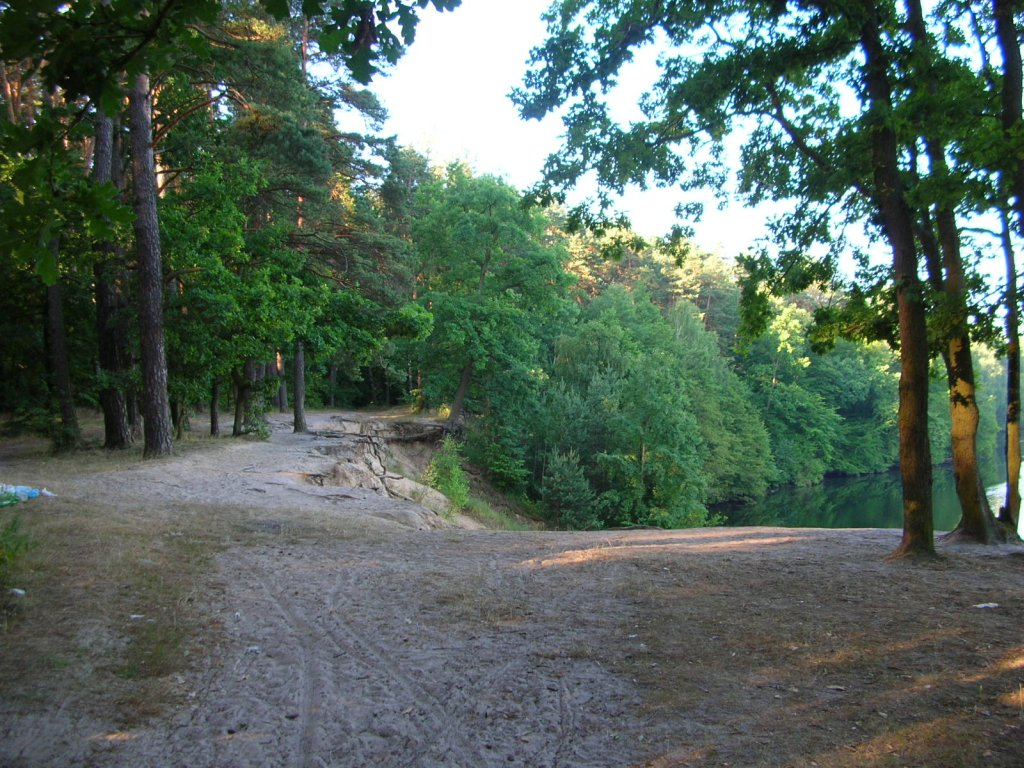
Urwisko nad Brdą

Janowo usytuowane jest na północno-zachodnich rubieżach miasta w obrębie jednostki urbanistycznej Opławiec. Teren Janowa (138 ha) został włączony do miasta Bydgoszczy w 1961 r.
Pod względem fizyczno-geograficznym jednostka należy do makroregionu Pojezierze Południowopomorskie, mezoregionu Dolina Brdy i mikroregionów: Dolina Sandrowa Brdy (taras wysoki pochodzenia sandrowego ok. 80 m n.p.m.) i Dolina Smukalska (trzy niższe terasy pradolinne plus trzy terasy holoceńskie zalewowe i nadzalewowe). Granicę obu poziomów (sandrowego i dolinnego) stanowi zbocze o wysokości względnej ok. 15–20 m.

## Charakterystyka
Osada letniskowa Janowo posiada znaczenie rekreacyjno-wypoczynkowe, głównie dla mieszkańców Bydgoszczy. Na otoczonej lasem polanie jest tu zlokalizowany jeden z większych w mieście kompleksów zabudowy letniskowej, a nad Brdą – oprócz „dzikich” kąpielisk – znajduje się camping (270 miejsc) i stanica wodna PTTK, gdzie możliwe jest wypożyczenie sprzętu wodnego. Brda podpiętrzona jest przez zaporę ziemną wraz z elektrownią wodną tworząc tzw. Zalew Smukalski. Rzędna piętrzenia wody wynosi 50 m n.p.m., szerokość zalewu wynosi od 100 do 200 m, a jego długość 6–8 km.

### Tereny chronione
Cały teren Janowa należy do Obszaru Chronionego Krajobrazu Zalewu Koronowskiego. Teren ten leży także w strefie ochrony wód Brdy, które stanowią źródło wody pitnej dla mieszkańców Bydgoszczy. Znajdują się tu także dwa pomniki przyrody, dęby szypułkowe: przy ul. Olimpijskiej o obwodzie w pierśnicy 375 cm, oraz dąb „Magda” na terenie stanicy PTTK.

## Historia
Janowo to dawna osada odnotowana już na mapie Schrottera z 1796-1802 r.. Spis miejscowości rejencji bydgoskiej z 1860 r. podaje, że w folwarku Janowo mieszkało 43 osób (6 ewangelików, 37 katolików) w 3 domach. Właścicielem majątku był A. Czerwiński. Dzieci ewangelickie uczęszczały do szkoły w Gumnowicach, a dzieci katolickie do szkoły w Tryszczynie. Miejscowość należała do parafii katolickiej we Wtelnie i ewangelickiej w Bydgoszczy. Z mapy okolic Bydgoszczy Schulza z 1857 r. wynika, że w połowie XIX w. zabudowa mieszkalna istniała w rejonie ul. Biwakowej nad Brdą, a na południe od osady istniała duża polana leśna. W miejscu tym w latach 70. XX w. powstał kompleks działek pracowniczych. Natomiast nad Brdą wybudowano stanicę wodną PTTK wraz z domkami turystycznymi, w których możliwe było wykupienie noclegów.

## Szlaki turystyczne
Przez osiedle Janowo poprowadzono szlaki turystyczne, m.in.
- szlak „Brdy” z Brdyujścia w Bory Tucholskie;
- szlak turystów pieszych „Talk” z Fordonu do Gościeradza wzdłuż Zbocza Fordońskiego;
- szlak im. dr Stanisława Meysnera z Myślęcinka do Tryszczyna wzdłuż doliny Brdy;

## Rada Osiedla
Jednostki urbanistyczne: Opławiec, Smukała i Janowo posiadają wspólną Radę Osiedla, której siedziba znajduje się przy ul. Opławiec 153